# Gulkronad eldvävare
Gulkronad eldvävare (Euplectes afer) är en afrikansk tätting i familjen vävare som även etablerat sig i södra Spanien och Portugal.

## Utseende
Gulkronad eldvävare är en liten, kortstjärtad och knubbig fågel med en kroppslängd på 9,5-12 centimeter. Hanen är prydligt svart med gul hjässa, rygg och undergump. Honan är brun och streckad ovan, och därmed rätt lik en liten gråsparvshona.

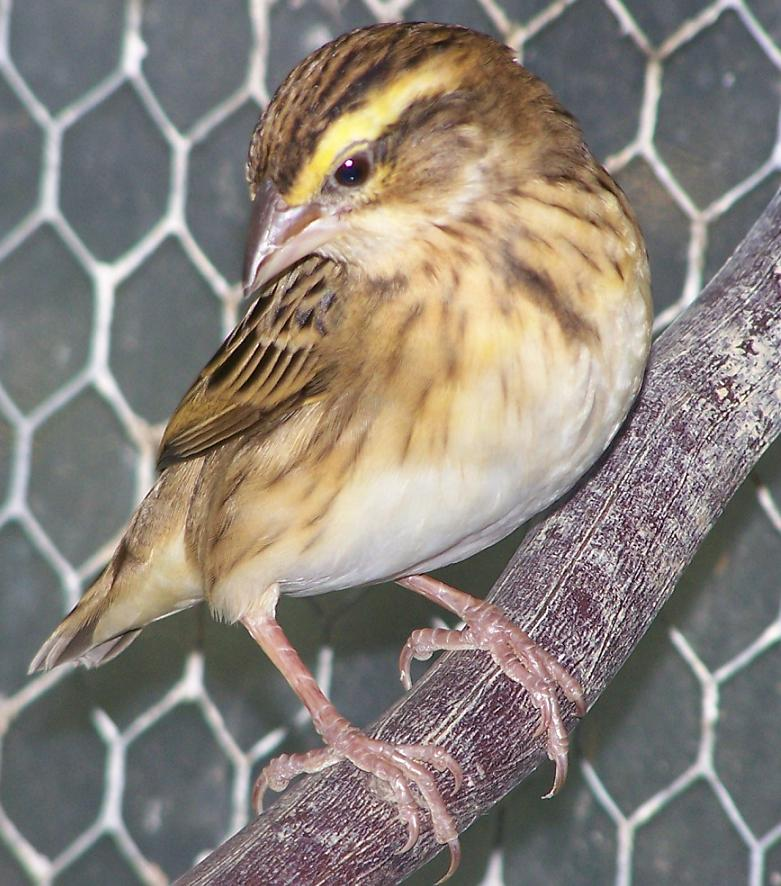
Hona gulkronad biskop.

## Läte
Sången som hörs från sittplats eller under spelflykt består av några gurglande inledande toner följt av ett drillande "zzeeet zzzeeet zzzeeet" och avslutande med tjippande "rik-rik-rik". I flykten hörs upprepade skallrande ljud, medan varningslätet beskrivs i engelsk litteratur som ett hårt "chuk".

## Utbredning och systematik
Gulkronad eldvävare delas in i tre underarter med följande naturliga utbredning:
- Euplectes afer afer – förekommer fläckvist från södra Mauretanien söderut till Sierra Leone, österut till västra Sudan och söderut till Republiken Kongo, norra Demokratiska republiken Kongo och västra Angola
- Euplectes afer strictus – förekommer i högländerna i Etiopien
- Euplectes afer taha – förekommer från södra Angola österut till Sydsudan och sydvästra Etiopien, söderut till Sydafrika

Vissa urskiljer även underarten ladoensis med utbredning från södra Sudan och sydvästra Etiopien till norra Tanzania.
Gulkronad eldvävare är en av flera afrikanska vävare som med människans hjälp även etablerat sig i Europa på senare år och har nu fritt levande populationer i södra Portugal och södra Spanien, bland annat runt floden Guadalquivir, där även svarthuvad vävare (Ploceus melanocephalus) och helenaastrild (Estrilda astrild), som har en liknande historia, finns.

## Levnadssätt
Gulkronad eldvävare föredrar miljöer som grässlätter, grunda slättsjöar och torrlagda sjöbottnar. Den trivs i vete- och durrafält samt ogräsbevuxen mark utmed våtmarker. Där livnär den sig av insekter, frön och säd. Arten är flocklevande, utanför häckningstid med inslag av andra vävararter och sparvar.

### Häckning
Fågeln häckar från november till maj med en topp december till mars. Hanar är polygyna men häckar inte i kolonier. Varje hane bygger två eller fler ovala bon med en öppning i toppen och lockar till sig en hona genom spelflykt och att visa upp sina gula fjädrar. Boet byggs bland gräs, säv eller buskar. Honan lägger två till fyra vita ägg och ruvar dem ensam i tolv till 14 dagar. Ungarna är flygga efter elva till 13 dagar och är helt självständiga efter ytterligare fem veckor.

## Status och hot
Arten har ett stort utbredningsområde och en stor population med stabil utveckling och tros inte vara utsatt för något substantiellt hot. Utifrån dessa kriterier kategoriserar internationella naturvårdsunionen IUCN arten som livskraftig (LC). Världspopulationen har inte uppskattats men den beskrivs som vanlig.

## Namn
På svenska har arten även kallats gulkronad biskop.